# أسي تولافا
أسي تولافا (بالتاغالوغية: Asi Taulava) مواليد 2 مارس 1973 في نوكو ألوفا، هو لاعب كرة سلة فلبيني. بدأ مسيرته الاحترافية في سنة 1999. يلعب في الرابطة الفلبينية لكرة السلة كلاعب وسط. يحمل الرقم 88. يبلغ طوله 6 قدم 9 بوصة (2.1 م). مثّل منتخب بلاده.

## سجل المنافسة
شارك في المنافسات التالية:
- دورة الألعاب الآسيوية 2002